# Chevry (Manche)
Chevry ist eine Ortschaft im französischen Département Manche in der Normandie. Die bisher eigenständige Gemeinde wurde mit Wirkung vom 1. Januar 2016 mit Moyon und Le Mesnil-Opac zur Commune nouvelle Moyon Villages zusammengelegt. Seither ist sie eine Commune déléguée mit 96 Einwohnern (Stand 1. Januar 2022). Nachbarorte sind Moyon im Norden, Tessy-sur-Vire im Osten und im Süden und Beaucoudray im Westen.

## Bevölkerungsentwicklung
| Jahr      | 1962 | 1968 | 1975 | 1982 | 1990 | 1999 | 2008 | 2015 |
| --------- | ---- | ---- | ---- | ---- | ---- | ---- | ---- | ---- |
| Einwohner | 143  | 140  | 105  | 91   | 87   | 82   | 77   | 124  |

## Sehenswürdigkeiten
- Altarretabel in der Kirche Saint-Pierre, Monument historique

|  |  |